# Arekmane
Arekmane (franska: Arekmane (CR), Arekmane (Commune Rurale), arabiska: البركانيين) är en kommun i Marocko.   Den ligger i provinsen Nador och regionen Oriental, i den nordöstra delen av landet, 400 km öster om huvudstaden Rabat. Antalet invånare är 13 732.